# Taché (Manitoba)
Pour les articles homonymes, voir Taché.
Taché est une municipalité rurale dans la province du Manitoba au Canada.

## Description
La municipalité de Taché est traversée par la rivière Seine le long de laquelle s'élèvent de vieux chênes et des ormes. 
Taché s'étend depuis le canal de dérivation de la rivière Rouge à l'ouest, jusqu'au début du Bouclier canadien à l'est. 
La cité de Taché est située à une soixantaine de kilomètres au sud-est de la capitale provinciale Winnipeg.
Plusieurs petites communautés dépendent de Taché, parmi lesquelles, Lorette, Sainte Geneviève et Dufresne.
Taché regroupe les services de la municipalité, ainsi que les services de la Division scolaire de la Rivière-Seine et ceux de la Division Scolaire Franco-Manitobaine.
Taché est un creuset dans lequel une population multi-culturelle vit ensemble. La cité est peuplée de Canadiens-français, de Métis, d'Anglophones, et de Slaves.
La ville de Taché doit son nom à l'évêque de Saint-Boniface Alexandre-Antonin Taché qui évangélisa les autochtones des missions de la Rivière Rouge.

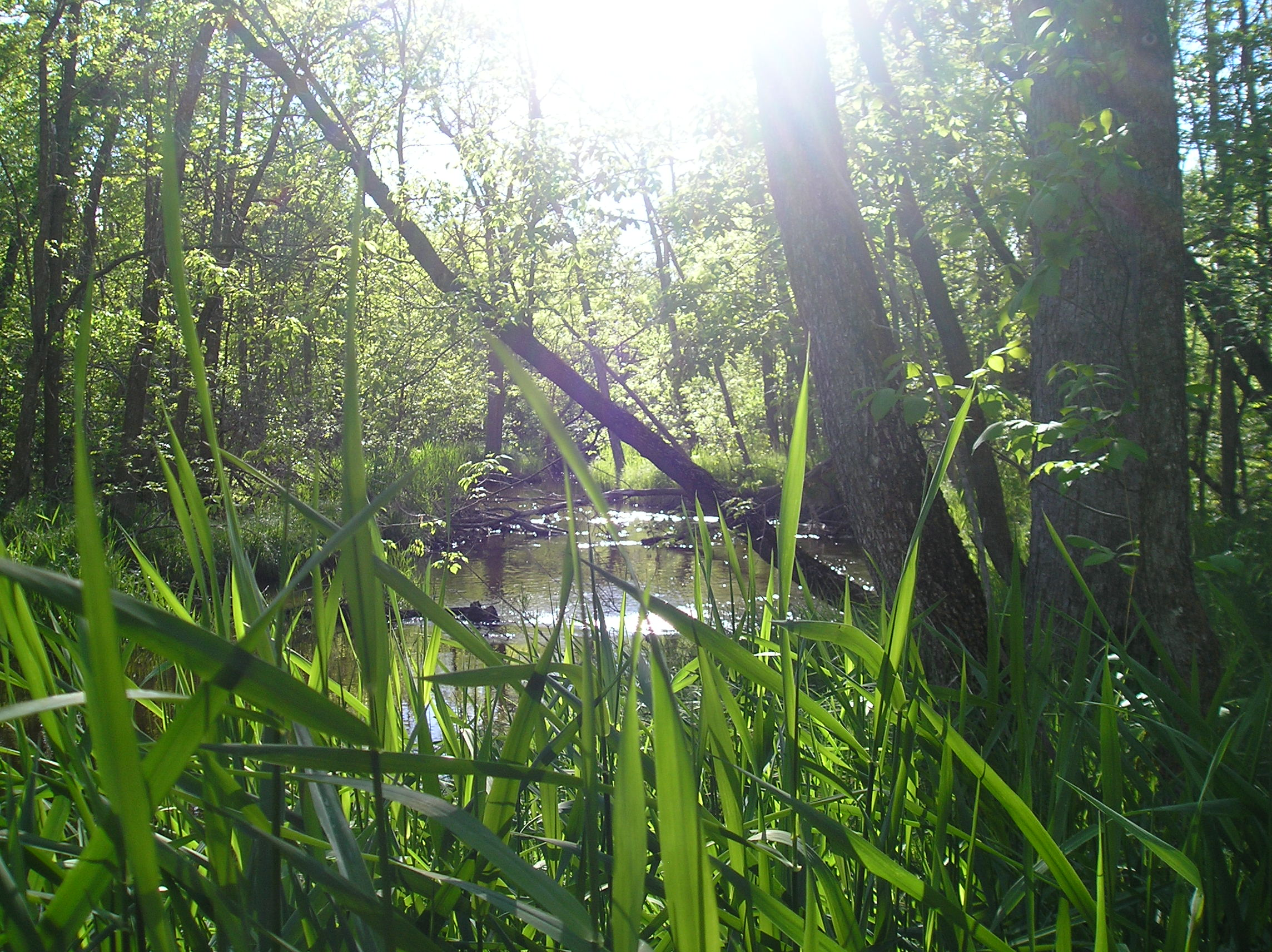
La rivière La Coulée est un affluent de la rivière Seine, à Taché

## Démographie
| 2001  | 2006  | 2011   | 2016   |
| ----- | ----- | ------ | ------ |
| 8 578 | 9 083 | 10 284 | 11 568 |